# ITunes
iTunes (/ˈaɪtjuːnz/) là một trình đa phương tiện, thư viện, Trình phát thanh Internet, ứng dụng quản lý thiết bị di động, và các ứng dụng của iTunes Store, được phát triển bởi Apple Inc. Nó được sử dụng để sắp xếp playlist, phát âm thanh, bài hát và video đa phương tiện trên Máy tính cá nhân chạy trên hệ điều hành macOS và Windows, đồng thời có thể được sử dụng để trích xuất các bài hát từ đĩa CD, cũng như phát nội dung bằng cách sử dụng danh sách phát thông minh. Có các tùy chọn để tối ưu hóa âm thanh, cũng như các cách chia sẻ không dây thư viện iTunes. Phần mềm còn xuất hiện trên hệ thống của iPod Touch, iPhone, iPad và Apple Watch, giúp sao chép, đồng bộ dữ liệu giữa iPod, iPhone, iPad với máy tính chạy Microsoft Windows.
Phần mềm này được CEO Steve Jobs công bố lần đầu vào ngày 9 tháng 1 năm 2001, trọng tâm ban đầu và chính của iTunes là âm nhạc, với một thư viện nhạc có tổ chức, thu thập và lưu trữ các bộ sưu tập âm nhạc của người dùng. Tuy nhiên, vào năm 2005, Apple đã mở rộng các tính năng cốt lõi với việc hỗ trợ video kỹ thuật số, podcast, sách điện tử và các ứng dụng di động được mua từ iOS App Store (phiên bản cuối cùng đã ngừng hoạt động vào năm 2017). Thế hệ iPhone đầu tiên yêu cầu iTunes để kích hoạt điện thoại. Cho đến khi phát hành iOS 5 vào năm 2011, iTunes là điều bắt buộc để cập nhật các ứng dụng di động. Các thiết bị iOS mới hơn ít phụ thuộc hơn vào iTunes để hoạt động, mặc dù nó vẫn có thể được sử dụng để sao lưu nội dung của thiết bị di động cũng như chia sẻ tệp với máy tính cá nhân.
Mặc dù được đón nhận nồng nhiệt trong những năm đầu, iTunes sớm nhận được những lời chỉ trích ngày càng lớn khi ứng dụng trở nên tốn tài nguyên khi Apple áp dụng đa phần các tính năng thiết lập trong iTunes chứ không phải theo đuổi trọng tâm chính là âm nhạc giống như phiên bản gốc của nó. Vào ngày 3 tháng 6 năm 2019, Apple thông báo rằng iTunes trong phiên bản macOS Catalina sẽ được thay thế bằng các ứng dụng độc lập, cụ thể là các ứng dụng Âm nhạc, Podcast và TV của Apple. Finder sẽ tiếp quản các khả năng quản lý thiết bị. Thay đổi này sẽ không không áp dụng cho phiên bản Windows hoặc các phiên bản macOS cũ hơn. Vào giữa những năm 2010, các dịch vụ streaming đã vượt qua mô hình "mua để sở hữu" của iTunes và bắt đầu tạo ra nhiều doanh thu hơn trong ngành công nghiệp mới này.

## Các tính năng
- Phát, tải xuống và quản lý danh sách các tập tin âm nhạc, bài hát, video.
- iTunes cho phép kết nối với iTunes Store, cửa hàng âm nhạc trực tuyến của Apple, nơi người dùng có thể mua và tải về nhạc, video âm nhạc, show truyền hình và phim với chất lượng cao, sách điện tử, podcast; kết nối với App Store, cửa hàng ứng dụng của Apple, nơi người dùng có thể tải về các phần mềm ứng dụng cho các thiết bị Apple khác như iPhone, iPad và iPod Touch.
- Cho phép đồng bộ hóa các tập tin nhạc và video trong thư viện của nó với iPhone, iPad và iPod Touch khi các thiết bị này kết nối với iTunes. Điều này có nghĩa là các bài hát và video mới được thêm vào thư viện của iTunes sẽ được tự động sao chép vào thiết bị, các bài hát bị xóa khỏi thư viện cũng sẽ được xóa khỏi thiết bị, như vậy nội dung trên các thiết bị và nội dung trên máy chủ chạy iTunes được đồng bộ.
- Cài đặt các phiên bản iOS cũ hoặc nâng cấp lên firmware mới, iOS mới cho iPhone, iPad.
- Hỗ trợ tính năng FileSharing - chép tài liệu vào iPhone, iPad.
- Hỗ trợ tạo và chép nhạc chuông cho các thiết bị Apple.